# Sporisorium sphacelatum
Sporisorium sphacelatum är en svampart som beskrevs av Vánky 2003. Sporisorium sphacelatum ingår i släktet Sporisorium och familjen Ustilaginaceae.   Inga underarter finns listade i Catalogue of Life.